# Erythrura trichroa
El diamante cariazul (Erythrura trichroa) es una especie de ave paseriforme de la familia Estrildidae que puebla diversas islas del Pacífico: Japón, Australia, Vanuatu, Nueva Guinea y las Islas Salomón.